# دم‌پارویی پرپا
دم‌پارویی پرپا گروه کوچکی از مرغ‌های مگس در سرده Ocreatus هستند که مدت‌ها تصور می‌شد تنها یک گونه به نام O. underwoodii دارند. آن‌ها بومی لبه‌های جنگل‌های ابری در کوه‌های آند آمریکای جنوبی و آند دریایی هستند. آن‌ها نسبتاً کوچک هستند (حتی در مقایسه با اکثر مرغ‌های مگس دیگر) و عمدتاً به رنگ سبز رنگین‌کمانی با پاهای پفی سفید یا نخودی مایل به قرمز ("چکمه") هستند. این پاپفی‌ها در نرها که یک جفت زائده راکت‌مانند مایل به آبی تیره نیز در دم دارند و در فارسی بیشتر شبیه پارو هستند، بیشتر به چشم می‌آیند.

### گونه‌ها
این سرده دارای سه گونه است:
- دم‌پارویی پرویی
- دم‌پارویی پرپاحنایی
- دم‌پارویی پرپاسفید